# Такка цельнолистная
Та́кка цельноли́стная (лат. Tacca integrifolia) — вид однодольных цветковых растений, включённый в род Такка (Tacca) семейства Диоскорейные (Dioscoreaceae).

## Ботаническое описание
Такка цельнолистная — многолетнее растение с развитым вертикальным корневищем до 12 см длиной. Листья по 2—13 в прикорневой розетке, разнообразной формы, однако чаще всего продолговато-яйцевидные или эллиптические в очертании, серо-зелёного цвета, заочтрённые к концу. Размеры листовой пластинки — 7,5—65×3—24 см, черешки до 41 см длиной.
Цветки в количестве до 30 в 1—5 зонтичных соцветиях на тёмно-фиолетовой или бурой стрелке до 100 см длиной. Прицветники разнообразные, в количестве 4, два внешних до 15 см длиной, зелёного или сиреневого цвета, два внутренних более короткие, белые, с сиреневатым оттенком. Также имеется от 5 до 27 длинных нитевидных прицветников. Сами цветки зелёные, затем темнёющие до зелёно-фиолетовых и фиолетово-чёрных. Доли околоцветника изогнутые, опадающие, разнообразной формы. Завязь жёлто-зелёная, с буро-фиолетовыми рёбрами.
Плод до 5 см длиной треугольный или округлый, зелёного или чёрного цвета, с ребристыми яйцевидными семенами до 6 мм длиной.
В естественных условиях цветение наблюдается с февраля по август.

## Ареал
Такка цельнолистная распространена в Юго-Восточной Азии. Северная граница ареала — Ассам, Мьянма, Бангладеш, южная — острова Суматра, Ява и Борнео.

## Таксономия
|  |                                      |  |                                                         |                                                         |                        |  | ещё 2 семейства (согласно Системе APG III) | ещё 2 семейства (согласно Системе APG III) |                         |  |  |  | ещё 15 видов |
|  |                                      |  |                                                         |                                                         |                        |  | ещё 2 семейства (согласно Системе APG III) | ещё 2 семейства (согласно Системе APG III) |                         |  |  |  | ещё 15 видов |
|  |                                      |  |                                                         | порядок Диоскореецветные                                |                        |  |                                            |                                            | род Такка               |  |  |  |              |
|  |                                      |  |                                                         | порядок Диоскореецветные                                |                        |  |                                            |                                            | род Такка               |  |  |  |              |
|  | отдел Цветковые, или Покрытосеменные |  |                                                         |                                                         | семейство Диоскорейные |  |                                            |                                            | вид Такка цельнолистная |  |  |  |              |
|  | отдел Цветковые, или Покрытосеменные |  |                                                         |                                                         | семейство Диоскорейные |  |                                            |                                            |                         |  |  |  |              |
|  |                                      |  | ещё 58 порядков цветковых растений (по Системе APG III) | ещё 58 порядков цветковых растений (по Системе APG III) |                        |  |                                            | ещё 5 родов                                | ещё 5 родов             |  |  |  |              |
|  |                                      |  |                                                         | ещё 58 порядков цветковых растений (по Системе APG III) |                        |  |                                            |                                            | ещё 5 родов             |  |  |  |              |

### Синонимы
- Ataccia aspera (Roxb.) Kunth, 1850
- Ataccia cristata (Jack) Kunth, 1850
- Ataccia integrifolia (Ker Gawl.) C.Presl, 1828
- Ataccia laevis (Roxb.) Kunth, 1850
- Ataccia lancifolia (Zoll. & Moritzi) Kunth, 1850
- Tacca aspera Roxb., 1824
- Tacca borneensis Ridl., 1907
- Tacca choudhuriana Deb, 1964
- Tacca cristata Jack, 1820
- Tacca laevis Roxb., 1824
- Tacca lancifolia Zoll. & Moritzi, 1846
- Tacca rafflesiana Jack ex Wall., 1831, nom. nud.
- Tacca sumatrana H.Limpr., 1928